# Landskrona Posten
Landskrona Posten var en svensk dagstidning utgiven i Landskrona. Den upptogs 1952 i Nordvästra Skånes Tidningar som i sin tur 2002 gick samman med Helsingborgs Dagblad vilken 2014 uppgick i Sydsvenska Dagbladets AB. Landskrona Posten utgör efter sammanslagningen en egen edition av Helsingborgs Dagblad.
I mitten av 1900-talet slogs flera tidningar från nordvästra Skåne ihop. Landskrona Posten, Engelholms Tidning,
Öresundsposten (fr Helsingborg) bildade Nordvästra Skånes Tidningar (NST). Ursprungligen var detta en 6-dagarstidning, men blev under 1980-talet daglig. 2001 slogs NST samman med sin störste konkurrent - Helsingborgs Dagblad. HD har sedan dess utommit i tre editioner - Helsingborgs Dagblad, NST samt Landskrona Posten.
Alla editioner av HD (inklusive LP) ges sedan 2006 ut i tabloidformat, 395*280 mm i uppvikt tillstånd, till skillnad från det gamla broadsheetformatet, som var 560*395 mm. 